# Gong Jinjie
Gong Jinjie (chinesisch 宮金傑 / 宫金杰, Pinyin Gōng Jīnjié, * 12. November 1986 in Jilin) ist eine ehemalige chinesische Bahnradsportlerin und Olympiasiegerin, die auf Kurzzeitdisziplinen spezialisiert ist.

## Sportliche Laufbahn
Gong Jinjie gehört seit Mitte der 2000er Jahre zu den besten Bahnradsportlerinnen Chinas. Ihren ersten internationalen Erfolg verbuchte sie 2006, als sie bei den Asienspielen in Doha im Sprint den zweiten Platz hinter ihrer Landsfrau Guo Shuang belegte. Bei den UCI-Bahn-Weltmeisterschaften 2008 wurde sie gemeinsam mit Zheng Lulu Vize-Weltmeisterin im Teamsprint. Diesen Erfolg konnte sie 2010 mit Lin Junhong wiederholen. Hinzu kamen zahlreiche Podiumsplatzierungen bei Bahnrad-Weltcuprennen, auch im Keirin und 500-Meter-Zeitfahren.
Bei den Olympischen Spielen 2012 in London errangen Gong und Guo die Silbermedaille im Teamsprint, nachdem sie als Siegerinnen des Finallaufs wegen eines Wechselfehlers auf den zweiten Platz zurückgesetzt worden waren. 2015 wurde sie gemeinsam mit Zhong Tianshi Weltmeisterin im Teamsprint, mit der sie im Jahr darauf auch den Titel der Asienmeisterin im Teamsprint errang.
2016 wurde Gong Jinjie für die Teilnahme an den Olympischen Spielen in Rio de Janeiro nominiert, wo sie gemeinsam mit Zhong Tianshi die Goldmedaille im Teamsprint errang. Im Sprint belegte sie Platz 16 und im Keirin Platz 17. Anschließend beendete sie ihre Radsportlaufbahn.

## Erfolge
2006
- Asienspiele – Sprint

2008
- Weltmeisterschaft – Teamsprint (mit Lulu Zheng)

2009
- Bahnrad-Weltcup in Melbourne – Teamsprint (mit Lin Junhong)

2010
- Weltmeisterschaft – Teamsprint (mit Lin Junhong)
- Bahnrad-Weltcup in Peking – Teamsprint (mit Lin Junhong)

2011
- Weltmeisterschaft – Teamsprint (mit Lin Junhong und Guo Shuang)

2012
- Olympische Spiele – Teamsprint (mit Guo Shuang)
- Weltmeisterschaft – Teamsprint (mit Guo Shuang)
- Bahnrad-Weltcup in Peking – Teamsprint (mit Guo Shuang)

2013
- Weltmeisterschaft – Keirin, Teamsprint (mit Guo Shuang)
- Bahnrad-Weltcup in Aguascalientes – Sprint

2014
- Asienspiele – Teamsprint (mit Zhong Tianshi)
- Bahnrad-Weltcup in London – Teamsprint (mit Zhong Tianshi)

2015
- Weltmeister – Teamsprint (mit Zhong Tianshi)
- Bahnrad-Weltcup in Cali – Teamsprint (mit Zhong Tianshi)
- Bahnrad-Weltcup in Cambridge – Teamsprint (mit Zhong Tianshi)

2016
- Olympiasiegerin – Teamsprint (mit Zhong Tianshi)
- Asienmeister – Teamsprint (mit Zhong Tianshi)

## Teams
- 2007 Giant Pro Cycling
- 2009 Giant Pro Cycling
- 2012 Giant Pro Cycling